# Cosme, o Vestidor
Cosme, o Vestidor (em grego medieval: Κοσμας Βεστίτορ; romaniz.: Cosmas Bestítor; em latim: Cosmas Vestitor) foi um homilista importante do Império Bizantino. De acordo com Wolfgang Beck, teria vivido entre 730 e 850, mas não há confirmação com relação a essas datas, de modo que A. Wenger optou por datá-lo em meados do século VIII. A ele são atribuídos um encômio a João Crisóstomo (398–404) e cinco encômio sobre a translação das relíquias de Crisóstomo para Constantinopla.  Segundo o quarto encômio, o imperador Teodósio II (r. 408–450) foi forçado a trazer o corpo de Crisóstomo do exílio pelo patriarca Proclo (434–456), bem como se desculpar perante o didáscalo ecumênico pela demora em realizar essa tarefa.
Cosme ainda deixou um louvor sobre São Joaquim e Santa Ana, avós de Jesus, e três homílias sobre a Dormição, preservadas em um manuscrito latino de possível proveniência italiana. Por fim, tomou emprestadas algumas páginas da obra do patriarca Germano I (715–730), mas divergiu em conteúdo ao enfatizar o paralelismo entre as vidas terrenas de Maria e Jesus e incluiu lendas tardias sobre a translação do roupão de Maria, um talismã constantinopolitano, para a igreja dela em Blaquerna.